# Elsa Mangue
Elsa Mangue est une chanteuse mozambicaine.

## Biographie

### Origine
Elsa Mangue est une chanteuse mozambicaine. Elle meurt  22 septembre 2014 à Maputo.

### Inspiration
Elsa Mangue puisse ses chansons de la réalité sociale de son pays le Mozambique en parlant de violence, de discrimination et de marginalisation des femmes,.
Elle est, en 2013, la première artiste mozambicaine à remporter le Prix découverte RFI avec son groupe Hokolokwe.